# Keita Sugimoto
Keita Sugimoto (japanisch 杉本 恵太 Sugimoto Keita; * 13. Juni 1982 in der Präfektur Ibaraki) ist ein ehemaliger japanischer Fußballspieler.

## Karriere
Sugimoto erlernte das Fußballspielen in der Schulmannschaft der Kashima High School und der Universitätsmannschaft der Ryūtsū-Keizai-Universität. Seinen ersten Vertrag unterschrieb er 2005 bei Nagoya Grampus Eight. Der Verein spielte in der höchsten Liga des Landes, der J1 League. Mit dem Verein wurde er 2010 japanischer Meister. Für den Verein absolvierte er 173 Erstligaspiele. 2011 wechselte er zum Zweitligisten Tokushima Vortis. Für den Verein absolvierte er 16 Ligaspiele. Über die Stadion Verspah Ōita wechselte er Anfang 2014 nach Thailand. Hier unterschrieb er einen Vertrag bei Chiangrai United. Der Verein aus Chiangrai spielte in der höchsten Liga des Landes, der Thai Premier League. Für Chiangrai absolvierte er 51 Erstligaspiele. 2016 kehrte er zu seinem ehemaligen Verein Verspah Ōita nach Yufu zurück. Anfang 2017 verpflichtete ihn der FC Maruyasu Okazaki. Mit dem Verein aus Okazaki spielte er in der vierten Liga, der Japan Football League.
Am 1. Februar 2020 beendete er seine Karriere als Fußballspieler.

## Erfolge
Nagoya Grampus
- J1 League: 2010
- Kaiserpokal: 2009 (Finalist)